# اتاق پسر
اتاق پسر (به ایتالیایی: La stanza del figlio) فیلمی ایتالیایی محصول ۲۰۰۱ به کارگردانی نانی مورتی است. این فیلم به یک خانواده و زندگی آنها پس از مرگ پسرشان و تاثیراتی که این مصیبت از نظر روانی بر خانواده گذاشته، می‌پردازد. داستان فیلم در آکونا (ایتالیا) و اطراف آن می‌گذرد.
اتاق پسر در سال ۲۰۰۱ موفق به دریافت جایزهٔ نخل طلایی جشنواره فیلم کن ۲۰۰۱ شد. بیشتر کارشناسان و منتقدان، این فیلم را شاهکار نانی مورتی و برخی آن را هم‌طراز بهترین‌های تاریخ سینمای ایتالیا می‌دانند.

## داستان
روان‌کاوی به نام جووانی که روابطی صمیمانه با بیمارانش دارد، قرار گردش با پسرش آندری را عقب می‌اندازد تا مشکلات عاطفی یکی از بیمارانش به نام اسکار را که قصد خودکشی دارد، بهبود دهد. اما وقتی که اسکار (که فهمیده سرطان دارد) اعلام می‌کند که به زندگی علاقه‌مند شده، آندری در حادثه‌ای (که در فیلم دیده نمی‌شود) جانش را از دست می‌دهد.